# 23198 Norvell
23198 Norvell este un asteroid din centura principală de asteroizi.

## Descriere
23198 Norvell este un asteroid din centura principală de asteroizi. A fost descoperit pe 2 septembrie 2000 la Socorro, New Mexico, în cadrul proiectului LINEAR. Asteroidul prezintă o orbită caracterizată de o semiaxă mare de 2,85 ua, o excentricitate de 0,06 și o înclinație de 3,1° în raport cu ecliptica.